# Jeph Howard
Jepharee Michael Howard est bassiste dans le groupe The Used, il est né le 4 janvier 1979 à Colorado Springs dans le Colorado aux États-Unis. 

## Biographie
Jeph Howard, mieux connu sous le surnom "Jepha" est fils unique, c'est avec un ami guitariste qu'il décide d'apprendre la basse pour l'accompagner, alors qu'il était dans le Scoutisme. Il grandit à Orem, dans l'Utah, et rejoint le groupe The Used, d'abord en tant que chanteur, puis bassiste lorsqu'ils recrutent le chanteur Bert McCracken.
Il grandit en écoutant beaucoup de styles de musique très différent, passant par du hip-hop, du pop rock, du screamo et du metalcore, qu'il fera par la suite découvrir à Quinn Allman.
Depuis 2021, il joue également aux jeux vidéos en direct sur la plateforme de streaming Twitch, sous le pseudo GrassDestroyer.

### Vie privée
- Étant vegan, il décida de rejoindre l'association PETA.
- Il fut en couple au lycée, sa copine deviendra plus tard mère de sa fille qui ne peut pas voir souvent à cause de sa vie de musicien, la mère refuse tout contact.
- Il a un chien appelé Zelda, sans doute en rapport au jeu vidéo puisque Jepha se décrit lui-même étant un nerd, il est un grand fan de jeux vidéo.
- Il est fiancé à sa petite amie de longue date, Serina.